# Municipio de Westburg
El municipio de Westburg (en inglés: Westburg Township) es un municipio ubicado en el condado de Buchanan en el estado estadounidense de Iowa. En el año 2010 tenía una población de 513 habitantes y una densidad poblacional de 5,84 personas por km².

## Geografía
El municipio de Westburg se encuentra ubicado en las coordenadas 42°25′34″N 92°0′24″O / 42.42611, -92.00667. Según la Oficina del Censo de los Estados Unidos, el municipio tiene una superficie total de 87.81 km², de la cual 87,81 km² corresponden a tierra firme y (0 %) 0 km² es agua.

## Demografía
Según el censo de 2010, había 513 personas residiendo en el municipio de Westburg. La densidad de población era de 5,84 hab./km². De los 513 habitantes, el municipio de Westburg estaba compuesto por el 99,22 % blancos, el 0,19 % eran afroamericanos, el 0,19 % eran amerindios, el 0,39 % eran asiáticos. Del total de la población el 0,39 % eran hispanos o latinos de cualquier raza.